# Марко Симончели
Марко Симончели (итал. Marco Simoncelli; Католика, 20. јануар 1987 — Сепанг, 23. октобар 2011) био је италијански спортски мотоциклиста. Симончели је на Светском мотоциклистичком шампионату наступао од 2002. до 2011. године. Каријеру је најпре започео у класи до 125 кубика, а 2006. године прешао је у класу до 250 кубика. Освојио је шампионат до 250 кубика током 2008. са Ђилером. Пошто је четири године провео у средњој класи, долази у најпрестижнију класу MotoGP 2010. године, где је возио за Хондин Гресинијев тим. При крају његове друге сезоне у MotoGP-у, 2011. године, трагично је погинуо у трци за Велику награду Малезије у Сепангу.

## Каријера

### По сезонама
| Сезона | Класа  | Тим                     | Мотоцикл       | Трке | Победе | Подијуми | Полови | Најб. круг | Поени | Позиција |
| ------ | ------ | ----------------------- | -------------- | ---- | ------ | -------- | ------ | ---------- | ----- | -------- |
| 2002   | 125cc  | Matteoni Racing Team    | Aprilia RS 125 | 6    | 0      | 0        | 0      | 0          | 3     | 33       |
| 2003   | 125cc  | Matteoni Racing Team    | Aprilia RS 125 | 15   | 0      | 0        | 0      | 0          | 31    | 21       |
| 2004   | 125cc  | Rauch Bravo             | Aprilia RS 125 | 13   | 1      | 1        | 2      | 0          | 79    | 11th     |
| 2005   | 125cc  | Nocable.it Race         | Aprilia RS 125 | 16   | 1      | 6        | 1      | 1          | 177   | 5        |
| 2006   | 250cc  | Metis Gilera            | Gilera RSA 250 | 16   | 0      | 0        | 0      | 0          | 92    | 10       |
| 2007   | 250cc  | Metis Gilera            | Gilera RSA 250 | 17   | 0      | 0        | 0      | 0          | 97    | 10       |
| 2008   | 250cc  | Metis Gilera            | Gilera RSA 250 | 16   | 6      | 12       | 7      | 4          | 281   | 1        |
| 2009   | 250cc  | Metis Gilera            | Gilera RSA 250 | 15   | 6      | 10       | 3      | 4          | 231   | 3        |
| 2010   | MotoGP | San Carlo Honda Gresini | Honda RC212V   | 18   | 0      | 0        | 0      | 0          | 125   | 8        |
| 2011   | MotoGP | San Carlo Honda Gresini | Honda RC212V   | 16   | 0      | 2        | 2      | 0          | 139   | 6        |
| Укупно | Укупно | Укупно                  | Укупно         | 148  | 14     | 31       | 15     | 9          | 1255  |          |

## Смрт
Марко је погинуо у трци 23. октобра 2011. у Малезији на Sepang International Circuit. Током другог круга трке у једанаестој кривини, Марко је изгубио контролу над мотоциклом и нагло скренуо удесно. У том тренутку, на њега су налетели Колин Едвардс и Валентино Роси и прешли преко њега по пределу главе, врата и рамена. Од јачине ударца, Марку је кацига спала с главе и он је на месту остао мртав.